# Liste der Baudenkmale in Wietmarschen
In der Liste der Baudenkmale in Wietmarschen sind alle Baudenkmale der niedersächsischen Wietmarschen aufgelistet. Die Quelle der Baudenkmale ist der Denkmalatlas Niedersachsen. Der Stand der Liste ist der 16. Dezember 2020.

## Allgemein
In den Spalten befinden sich folgende Informationen:
- Lage: die Adresse des Baudenkmales und die geographischen Koordinaten. Kartenansicht, um Koordinaten zu setzen. In der Kartenansicht sind Baudenkmale ohne Koordinaten mit einem roten Marker dargestellt und können in der Karte gesetzt werden. Baudenkmale ohne Bild sind mit einem blauen Marker gekennzeichnet, Baudenkmale mit Bild mit einem grünen Marker.
- Bezeichnung: Bezeichnung des Baudenkmales
- Beschreibung: die Beschreibung des Baudenkmales. Unter § 3 Abs. 2 NDSchG werden Einzeldenkmale und unter § 3 Abs. 3 NDSchG Gruppen baulicher Anlagen und deren Bestandteile ausgewiesen.
- ID: die Objekt-ID des Baudenkmales
- Bild: ein Bild des Baudenkmales, ggf. zusätzlich mit einem Link zu weiteren Fotos des Baudenkmals im Medienarchiv Wikimedia Commons. Wenn man auf das Kamerasymbol klickt, können Fotos zu Baudenkmalen aus dieser Liste hochgeladen werden:

## Wietmarschen

### Gruppe: Wietmarschen, ehem. Stiftsanlage
Die Gruppe „Wietmarschen, ehem. Stiftsanlage“ hat die ID 36025667.

| Lage                                              | Bezeichnung   | Beschreibung | ID       | Bild           |
| ------------------------------------------------- | ------------- | --- | -------- | -------------- |
| Matthias-Rosemann-Straße 52° 31′ 3″ N, 7° 8′ 4″ O | Kirche        | Die katholische Kirche St. Johannes Evangelista wurde im 13. Jahrhundert errichtet und 1927 erweitert. 1944 wurde die Kirche kriegsbedingt durch Bomben schwer beschädigt und um 1950 neu erbaut. Die Ausstattung in der Kirche ist älter als der Neubau. Der Hochaltar stammt aus dem Jahr 1695 und wurde wahrscheinlich von G. Dollart aus Münster erstellt. Weiter befindet sich ein Gnadenbild aus der Zeit um 1220 in der Kirche, der Kopf, die Hände und das Kind stammen aber aus dem 19. Jahrhundert. | 36063148 | Weitere Bilder |
| Klostergang 2 52° 31′ 2″ N, 7° 8′ 3″ O            | Stiftsgebäude | Verwalterhaus (Stift Wietmarschen) | 36062899 | Weitere Bilder |
| Klostergang 7 52° 31′ 1″ N, 7° 8′ 6″ O            | Brunnen       | | 36062925 | BW             |
| Klostergang 8 52° 31′ 2″ N, 7° 8′ 7″ O            | Stiftsgebäude | | 36062980 | BW             |
| Klostergang 8 52° 31′ 1″ N, 7° 8′ 5″ O            | Stiftsgebäude | | 36062952 | BW             |
| Klostergang 7 52° 31′ 0″ N, 7° 8′ 4″ O            | Nebengebäude  | | 36064249 | BW             |
| Matthias-Rosemann-Straße 52° 31′ 3″ N, 7° 8′ 5″ O | Baumbestand   | sog. Stiftsbusch (St. Johannes Evangelista, kath.) | 36064168 | BW             |

### Einzelbaudenkmale
| Lage                                          | Bezeichnung              | Beschreibung              | ID       | Bild |
| --------------------------------------------- | ------------------------ | ------------------------- | -------- | ---- |
| 52° 31′ 2″ N, 7° 7′ 42″ O                     | Wegekapelle              | Josefskapelle             | 36062770 |      |
| Klostergang 6 52° 31′ 0″ N, 7° 8′ 5″ O        | Wohn-/Wirtschaftsgebäude | Gesindehaus               | 36063473 |      |
| Am Markt 52° 31′ 8″ N, 7° 7′ 57″ O            | Scheune                  |                           | 36063255 | BW   |
| Lingener Straße 21 52° 31′ 10″ N, 7° 7′ 57″ O | Gasthaus                 | Gasthaus Bauschulte       | 36063063 | BW   |
| Lingener Straße 24 52° 31′ 11″ N, 7° 8′ 0″ O  | Mühlenstumpf             | Dampfkornbrennerei Windus | 36063095 |      |
| Lingener Straße 22 52° 31′ 12″ N, 7° 7′ 59″ O | Packhaus                 | Dampfkornbrennerei Windus | 36063007 |      |
| Lingener Straße 16 52° 31′ 13″ N, 7° 7′ 53″ O | Herrenhaus               | Dampfkornbrennerei Windus | 36063038 | BW   |
| Grotenfehl 10 52° 32′ 13″ N, 7° 6′ 19″ O      | Wohn-/Wirtschaftsgebäude |                           | 36063586 | BW   |

## Lohne

### Einzelbaudenkmale
| Lage                                       | Bezeichnung    | Beschreibung | ID       | Bild |
| ------------------------------------------ | -------------- | ------------ | -------- | ---- |
| Hauptstraße 73 52° 30′ 13″ N, 7° 13′ 46″ O | Backhaus       |              | 36062678 | BW   |
| Hammweg 1 52° 29′ 0″ N, 7° 14′ 20″ O       | Scheune        |              | 36062585 | BW   |
| Hammweg 1 52° 28′ 59″ N, 7° 14′ 19″ O      | Speicher       |              | 36062608 | BW   |
| Hammweg 1 52° 28′ 58″ N, 7° 14′ 20″ O      | Backhaus       |              | 36062561 | BW   |
| Hammweg 2 52° 29′ 0″ N, 7° 14′ 31″ O       | Backhaus       |              | 36062631 | BW   |
| Hauptstraße 52° 29′ 38″ N, 7° 13′ 41″ O    | Kriegerdenkmal |              | 36062655 | BW   |